# (6774) Vladheinrich
(6774) Vladheinrich (1988 VH5) – planetoida z grupy pasa głównego asteroid okrążająca Słońce w ciągu 3,25 lat w średniej odległości 2,2 j.a. Odkryta 4 listopada 1988 roku.